# Rhipidia extraria
Rhipidia extraria är en tvåvingeart som först beskrevs av Alexander 1955.  Rhipidia extraria ingår i släktet Rhipidia och familjen småharkrankar.
Artens utbredningsområde är Madagaskar. Inga underarter finns listade i Catalogue of Life.